# Xiao Rundcrantz
Xiao Rundcrantz (ur. 1966 w Changsha) – szwedzkojęzyczna pisarka chińskiego pochodzenia. W 1984 roku po ukończeniu liceum została prokuratorem w Chinach, jednocześnie studiowała prawo na uniwersytecie. W 1998 wyemigrowała do Szwecji. W 2006 wydała książkę Röd åklagare (Czerwona prokurator), w której opowiada o swoim życiu prywatnym i zawodowym. Szczególną uwagę zwróciła na nadużywanie władzy przez urzędników i korupcję. Książka została wydana po szwedzku, norwesku, niemiecku i polsku.